# Buba (Guinee-Bissau)
Buba is een havenstad in Guinee-Bissau en de hoofdplaats van de regio Quinara. De stad ligt aan de monding van het Buba estuarium ((pt) Rio Grande de Buba). De stad Buba telt circa 7.779 inwoners (2019), waarmee ze de zesde stad van het land is.

## Beschrijving
De inwoners van Buba behoren voornamelijk tot de etnische groepen Beafada en Mandinka, met een kleiner percentage Fulas, Balantas, Manjacos en Papels.
De lokale economie is gebaseerd op visserij, landbouw en handel. De voornaamste landbouwproducten zijn rijst, pinda's en maïs.
Het voormalig Portugees koloniaal legerkamp in de stad werd de basis van een Nederlands ontwikkelingsproject voor regionale watervoorziening sinds 1979. Zweedse ontwikkelingshulp hielp later een triplex-fabriek en een elektriciteitscentrale te bouwen en exploiteren.
Dicht bij de stad Buba ligt het natuurpark Cufada Natural Park, een beschermd gebied in Quinara.

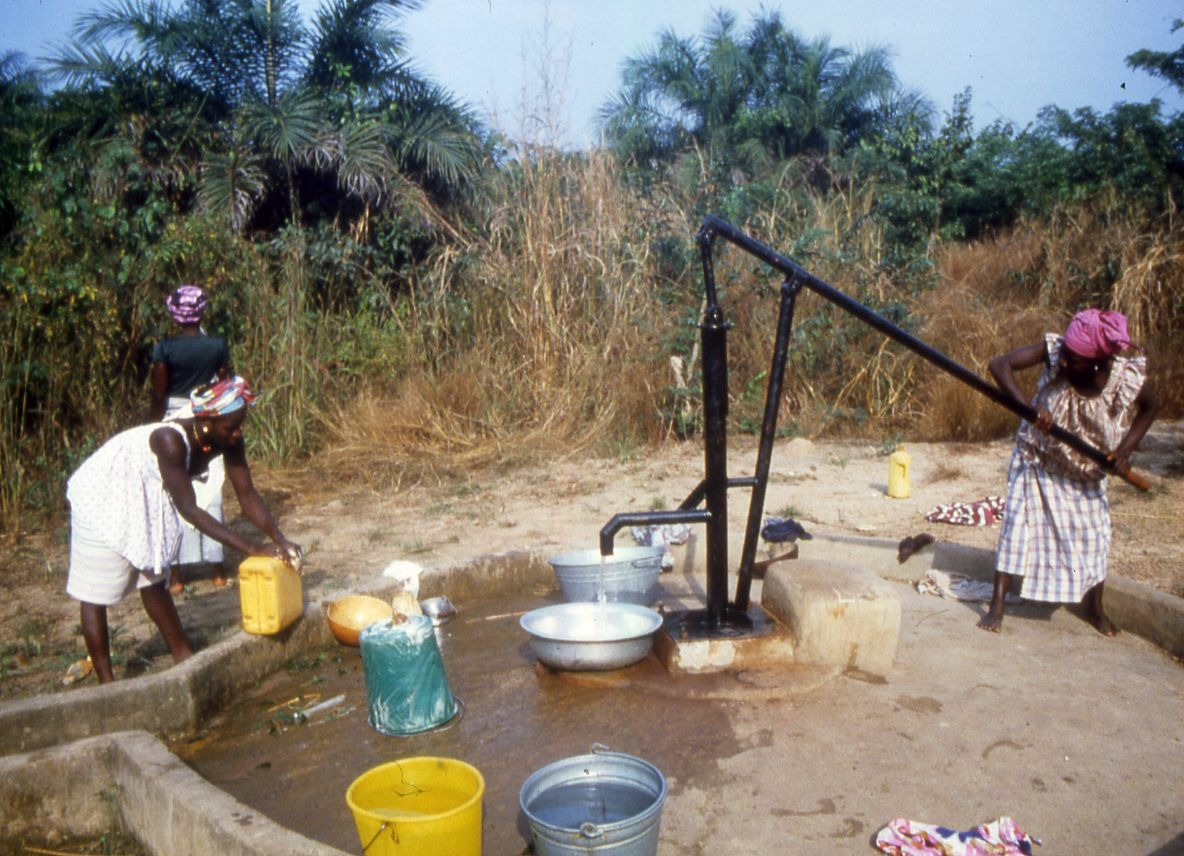
Waterpomp geleverd door Nederlands ontwikkelingsproject rond 1982.